# Reconciliación (teología)

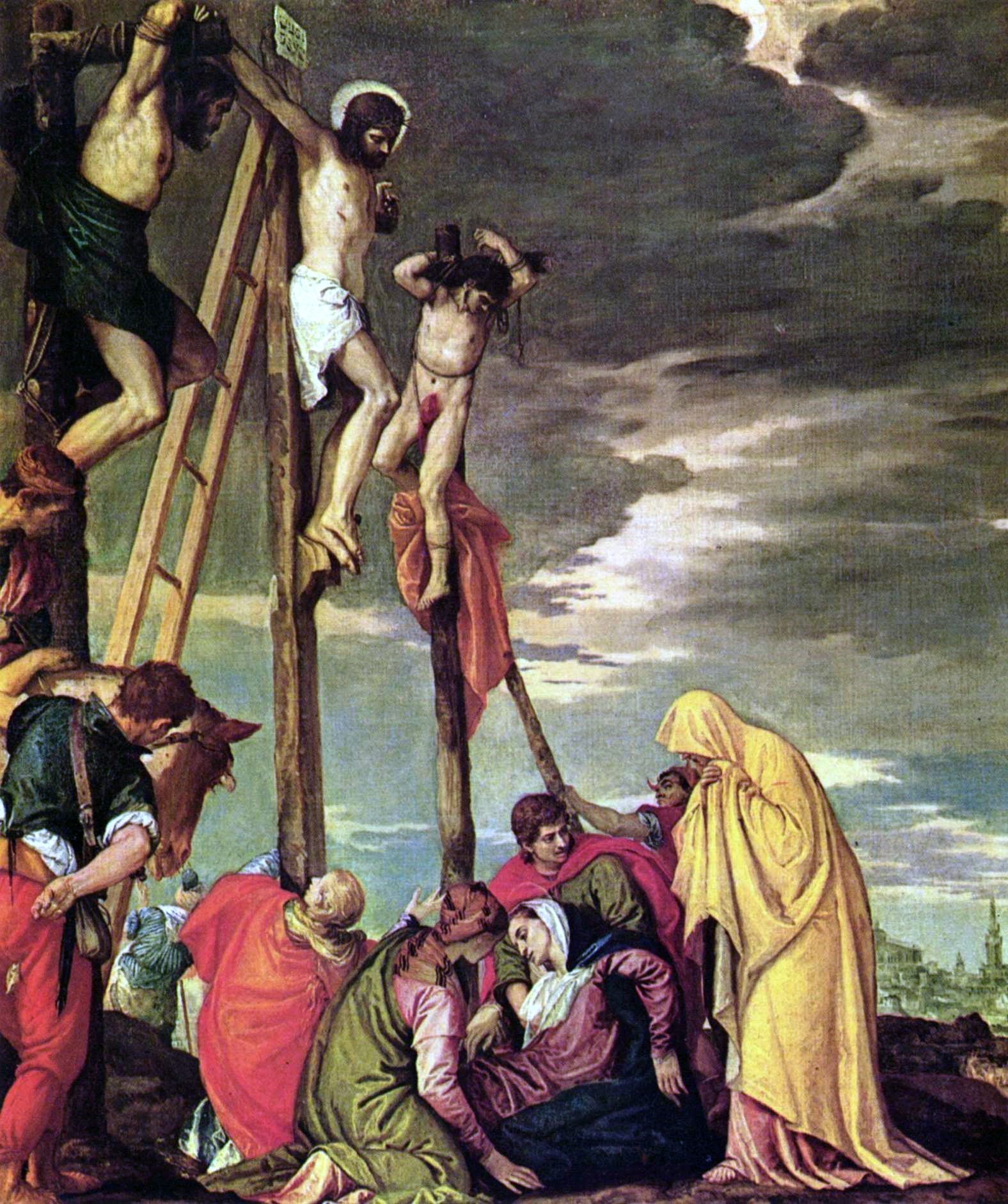
Cristo en el Calvario de Paolo Veronese.

La reconciliación, en la teología cristiana, es un elemento de salvación con respecto a los resultados de la expiación. 
La reconciliación es el fin del alejamiento, causado por el pecado original, entre Dios y la humanidad. Juan Calvino describió la reconciliación como la paz entre la humanidad y Dios respecto a la expiación del pecado religioso y la propiciación de la ira de Dios.
El teólogo evangélico Philip Ryken describió la reconciliación como que 'Formaba parte del mensaje de salvación que nos une de nuevo con Dios. ... Dios es el "autor", Cristo es el "agente" y nosotros somos los "embajadores de la reconciliación" (2 Corintios 5).
Aunque solo es usado cinco veces en el corpus paulino (Epístola a los Romanos 5: 10-11, 11:15 , 2 Corintios 5: 18-20, Efesios 2: 14-17 y Colosenses 1: 19-22), es un término esencial que describe la 'sustancia' del evangelio y la salvación. Ralph Martin, escribiendo en el Dictionary of Paul and his Letters (Diccionario de Pablo y sus Cartas), sugiere que la reconciliación está en el centro de la teología paulina. Stanley Porter escribiendo en el mismo volumen sugiere un vínculo conceptual entre el grupo de palabras griegas de reconciliación katallage (o katallasso) y la palabra hebrea shalom, generalmente traducida como 'paz'.